# 布魯克林 (俄亥俄州)
布鲁克林是美国俄亥俄州凯霍加县的一个城市，位于克利夫兰市的郊区。根据2010年的人口普查，人口为11,169人。

## 地理信息
布鲁克林位于41°26′7″N 81°44′40″W / 41.43528°N 81.74444°W (41.435357, -81.744457).
根据美国普查局的信息，该市拥有4.29平方英里（11.11平方）的总面积, 包括4.25平方英里（11.01平方）的陆地面积和0.04平方英里（0.10平方）的水域面积。

## 人口统计
86.2%讲英语，2.8%讲西班牙语，2.5%讲阿拉伯语，2.0%讲意大利语，1.7%讲德语，1.4%讲希腊语。

### 2000年人口普查
2000年人口普查显示，布鲁克林有11,586人，5,348户和3,171个家庭居住在城市中，人口密度为2704.4人每平方英里(1,045.2/km2)。该城市有5,521个住房单元，平均密度为1,288.7每平方英里（498.1/km2）。城市的种族结构为92.66％的白人，1.69％的非裔美国人，0.10％美国本地人，2.28％亚裔，0.01％太平洋岛民，1.63％其他种族，混血种族1.62％。西班牙裔或拉丁裔的人口则是3.88％。
布鲁克林有5348户家庭，其中22.1％的18岁以下儿童与父母同住，44.3％的夫妻在一起生活，11.1％的寡妇家庭，另外有40.7％的单身家庭。有36.5％的家庭仅有一个人居住，并且15.4％的家庭有65岁或更老的单身成员。平均户籍大小是2.16，平均家庭大小是2.84。
在城市中，人口分布较为分散，其中18岁以下的人口占18.9％，18岁至24岁的人口占7.5％，25岁至44岁的人口占28.4％，45岁至64岁的人口占23.2％，65岁以上的人口占21.9％。中位年龄是42岁。每100名女性中，有92.1名男性。每100名18岁及以上的女性中，男性为87.2人。
该市一户的年平均收入为40,661美元，而一个家庭的平均收入为46,696美元。城市人均收入是21,439元 。大约有5.2％的家庭和12.0％的人口处于贫困线以下，包括6.8％的18岁以下的人和6.8％的65岁以上的人。

### 2010年人口普查
2010年人口普查显示，布鲁克林有11,169人，5,153户和2,926个家庭居住在城市中，人口密度为2,628.0人每平方英里(1,014.7/km2)。该城市有5,506个住房单元，平均密度为1,295.5每平方英里（500.2/km2）。城市的种族结构为84.3％的白人，5.2％的非裔美国人，0.20％美国本地人，3.9％亚裔，4.0％其他种族，混血种族2.4％。西班牙裔或拉丁裔的人口则是10.4％。
布鲁克林有5153户家庭，其中24.5％的18岁以下儿童与父母同住，38.1％的夫妻在一起生活，13.8％的寡妇家庭，4.9%的鳏夫家庭，另外有43.2％的单身家庭。有37.4％的家庭仅有一个人居住，并且15.5％的家庭有65岁或更老的单身成员。平均户籍大小是2.17，平均家庭大小是2.85。
18岁以下的人口占19.1％，18岁至24岁的人口占7.8％，25岁至44岁的人口占25.8％，45岁至64岁的人口占28.2％，65岁以上的人口占19.2％。中位年龄是42.9岁。男女比例为1:0.93。
| 调查年     | 人口   | 备注  | %±     |
| ---------- | ------ | ----- | ------ |
| 1870       | 648    |       | —      |
| 1930       | 784    |       | —      |
| 1940       | 1,108  |       | 41.3%  |
| 1950       | 6,317  |       | 470.1% |
| 1960       | 10,733 |       | 69.9%  |
| 1970       | 13,142 |       | 22.4%  |
| 1980       | 12,342 |       | −6.1%  |
| 1990       | 11,706 |       | −5.2%  |
| 2000       | 11,586 |       | −1.0%  |
| 2010       | 11,169 |       | −3.6%  |
| 2019年估计 | 10,646 | [ 5 ] | −4.7%  |
| 资料来源:  |        |       |        |

## 经济

### 企业雇员规模
根据该城市2017年的综合年度财务报告显示，该市企业雇员规模前十名为：
| 编号 | 企业                            | 雇员人数 |
| ---- | ------------------------------- | -------- |
| 1    | 钥匙银行                        | 2,995    |
| 2    | 沃尔玛                          | 976      |
| 3    | 胜利资本管理公司                | 590      |
| 4    | Arrow国际                       | 586      |
| 5    | Plain Dealer Publishing Company | 429      |
| 6    | Cognizant                       | 341      |
| 7    | 市政府                          | 321      |
| 8    | Vendors Exchange International  | 281      |
| 9    | USF Holland                     | 244      |
| 10   | 布鲁克林学校雇员                | 218      |

## 其他知名景物
布鲁克林是1966年第一部安全带法和1999年第一部针对驾驶员的手机法的所在地。
雨果老板工厂（Hugo Boss Plant）在2009年关闭了三个月，打算将工厂迁往土耳其。但是，工会和布鲁克林市达成了协议，并在不久后与该厂重新签订了一份为期三年的合同。
布鲁克林是一架退役的洛克希德T-33流星（编号19263）喷气式飞机的家（市政厅旁边）。
1955年10月20日猫王埃尔维斯·普雷斯利在布鲁克林高中的礼堂演出使其引起了人们的注意。这是普雷斯利在美国北部举行的首场音乐会。据信这也是他职业生涯中的第一场电影演唱会，这是在他首次出现在“埃德·沙利文秀”上将近一年的时间后。2005年10月20日，部分演员返回参加这次访问的周年纪念活动。
摇滚乐名人堂博物馆指定布鲁克林高中为国家摇滚地标。